# Vespa-taranta
A Taranta (Sceliphron caementarium) ou Vespa Taranta é uma espécie de insetos himenópteros, mais especificamente de vespas pertencente à família Sphecidae.
A autoridade científica da espécie é Drury, tendo sido descrita no ano de 1770.